# 百變怪
百變怪 （英語：ditto）是寶可夢系列登場的1025種虛構角色的一種。

## 特徴
身體呈紫色液狀，有小小的黑眼睛。是少數擁有變身能力的寶可夢（另一隻為夢幻），可以改變自己的體細胞的組成，變得和另一種寶可夢一樣。睡覺時為了防止被敵人攻擊會變身成石頭。屬於變身寶可夢。
在遊戲裡變身能力是完美的。但在動畫版和卡片等相關商品內，變身後的百變怪是不完全的（臉是百變怪，下半身是半液體）。眼睛只是一點黑點。

## 遊戲中的百變怪
遊戲中的百變怪僅能學習變身一招。只有透過變身，才可以利用對手的攻擊招式來進行對戰。
但是實際上，百變怪較少被用於戰鬥，而是用於配種之用，百變怪可以跟百變怪以及未發現蛋群的寶可夢以外的所有寶可夢生蛋。由於個體能力值可以透過生蛋繼承至後代，個體值全滿（即“6V”）的百變怪成為大量培養頂尖數值精靈的必須品。
在GBA的遊戲中異色的百變怪變身成的寶可夢也會異色。但是到了DS版以後，這特點被取消了。取而代之的是，當與異色寶可夢戰鬥時，無論百變怪是否異色，變身後均為異色。
另外，叫聲和蚊香蝌蚪相似。
精靈寶可夢GO中無法直接捉到百變怪，牠在Pokemon GO中會「偽裝」成其他寶可夢。目前百變怪已經會變身成14種寶可夢出現，當捉到時不是說「太好了！」（Gocha！）而是「哦？」（Oh？）並且變出牠的原形。

## 動畫中的百變怪
作為模仿女孩「伊美蒂」的寶可夢初次登場。初次登場時百變怪有「即使變身臉也不會變」的缺點，後來克服了。再次登場時伊美蒂的另一隻百變怪則是有「即使變身也不會改變大小」的缺點。這點雖然還沒有矯正過來，但伊美蒂反而利用了這點獲得人氣。在動畫中的百變怪需要有參照物才能變身。

## 漫畫中的百變怪
在漫畫《神奇寶貝特別篇》中，小藍擁有一隻百變怪，並經常使用它的變身能力來易容。

## 電影中的百變怪
2019年電影《POKÉMON 名偵探皮卡丘》，萊姆市創辦人的神奇寶貝。